# Hartmanodes nyei
Hartmanodes nyei är en kräftdjursart som först beskrevs av Robert Alan Shoemaker 1933.  Hartmanodes nyei ingår i släktet Hartmanodes och familjen Oedicerotidae. Inga underarter finns listade i Catalogue of Life.